# Acroaspis olorina
Acroaspis olorina är en spindelart som beskrevs av Karsch 1878. Acroaspis olorina ingår i släktet Acroaspis och familjen hjulspindlar. Inga underarter finns listade i Catalogue of Life.